# Wielka Synagoga Chóralna w Berdyczowie
Wielka Synagoga Chóralna w Berdyczowie (ukr. Велика хоральна синагога) – synagoga z 1850 roku w Berdyczowie.

## Historia
Budynek został wzniesiony w 1850 roku (według innego źródła w 1860 roku) za środki społeczności żydowskiej miasta. Pełnił rolę głównej synagogi gminy oraz był siedzibą kahału oraz był jedną z pierwszych synagog określanych mianem „chóralnych” na terenie carskiej Rosji. Synagoga została zamknięta w 1929 roku. W okresie międzywojennym w budynku mieścił się klub ateistów. W 1946 roku zrujnowany budynek zwrócono społeczności żydowskiej, obiekt rewitalizowano przez kilkanaście lat, po czym ponownie został zajęty na potrzeby wytwórni rękawiczek w 1964 roku.  

## Architektura
Budynek pierwotnie jednokondygnacyjny, murowany z cegły, na planie na planie prostokąta o wymiarach 12 x 19,5 m. Ściany obwodowe mają wysokość 10,5 m. W obrębie głównego pomieszczenia znajdowały się 4 kolumny, a między nimi pomieszczono bimę. Na ścianie wschodniej znajdował się bogato dekorowany aron ha-kodesz, ściany pokrywały polichromie. 

## Galeria

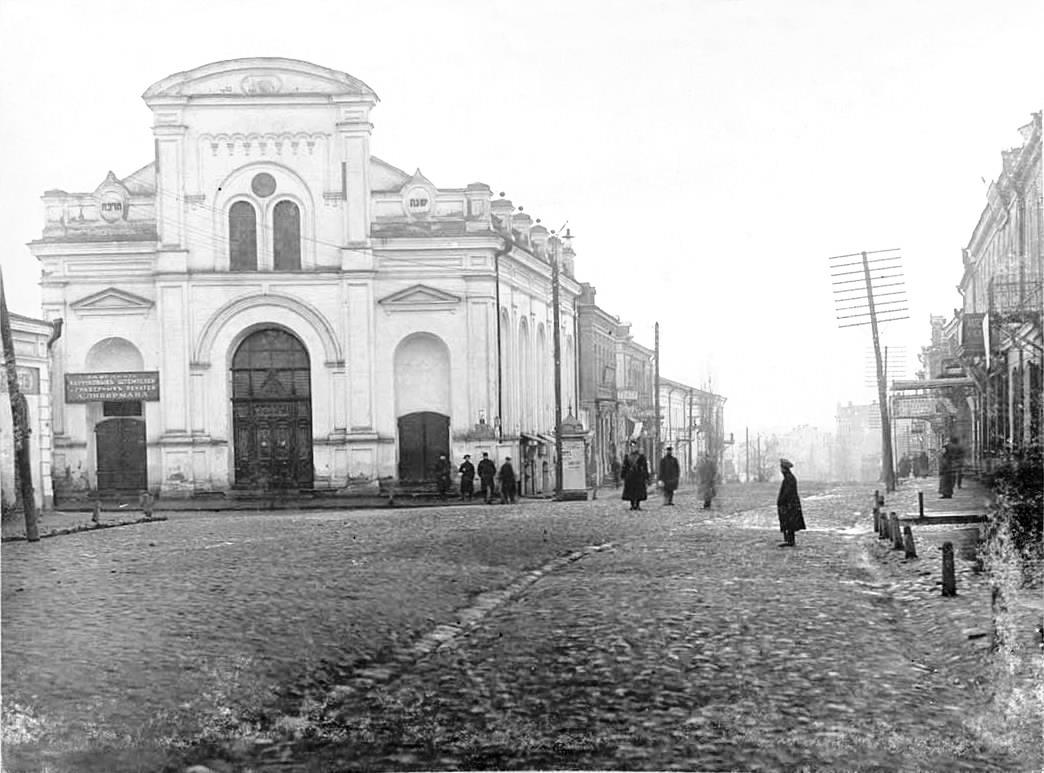
Fasada (XIX wiek)
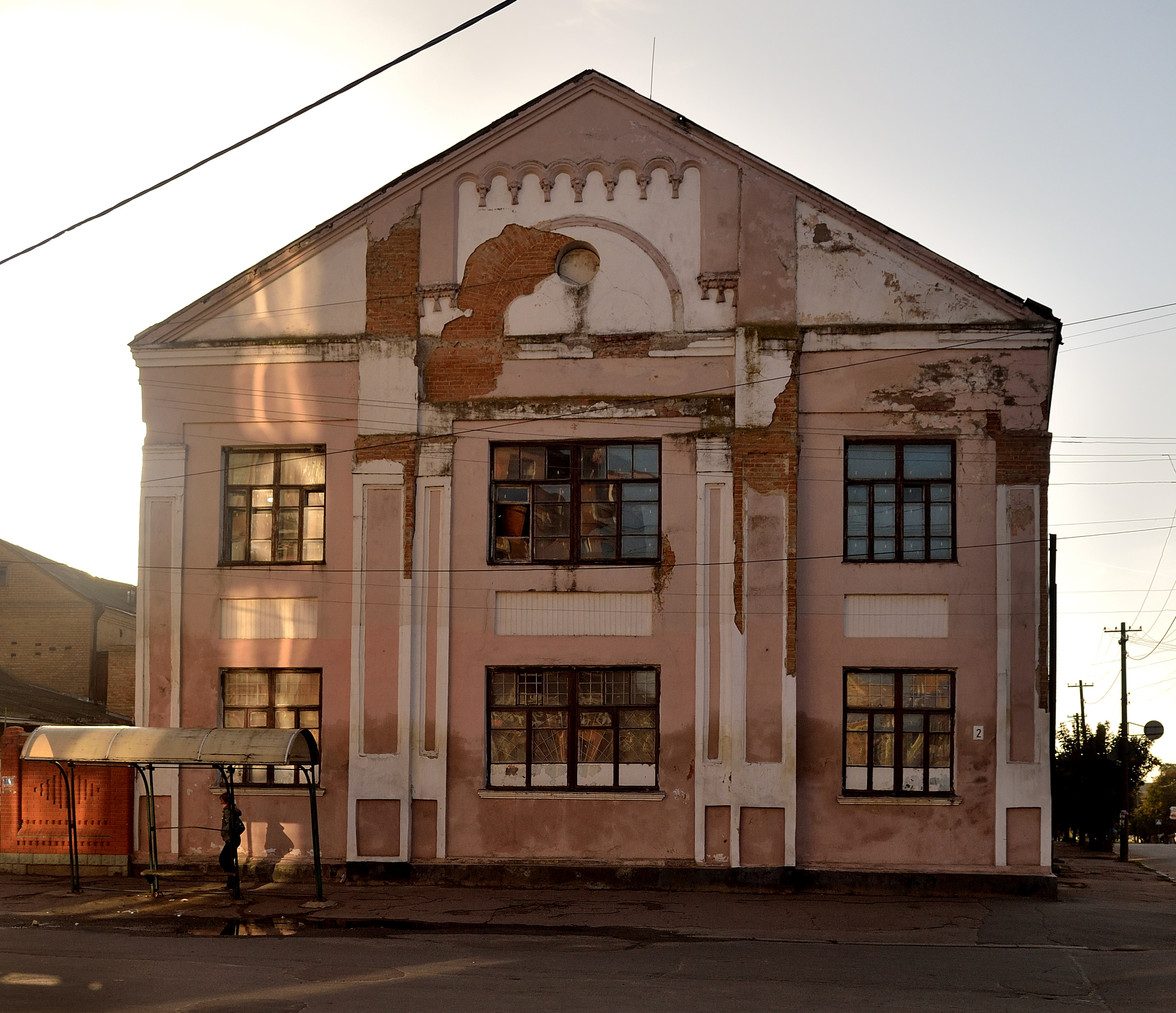
Fasada (2014)
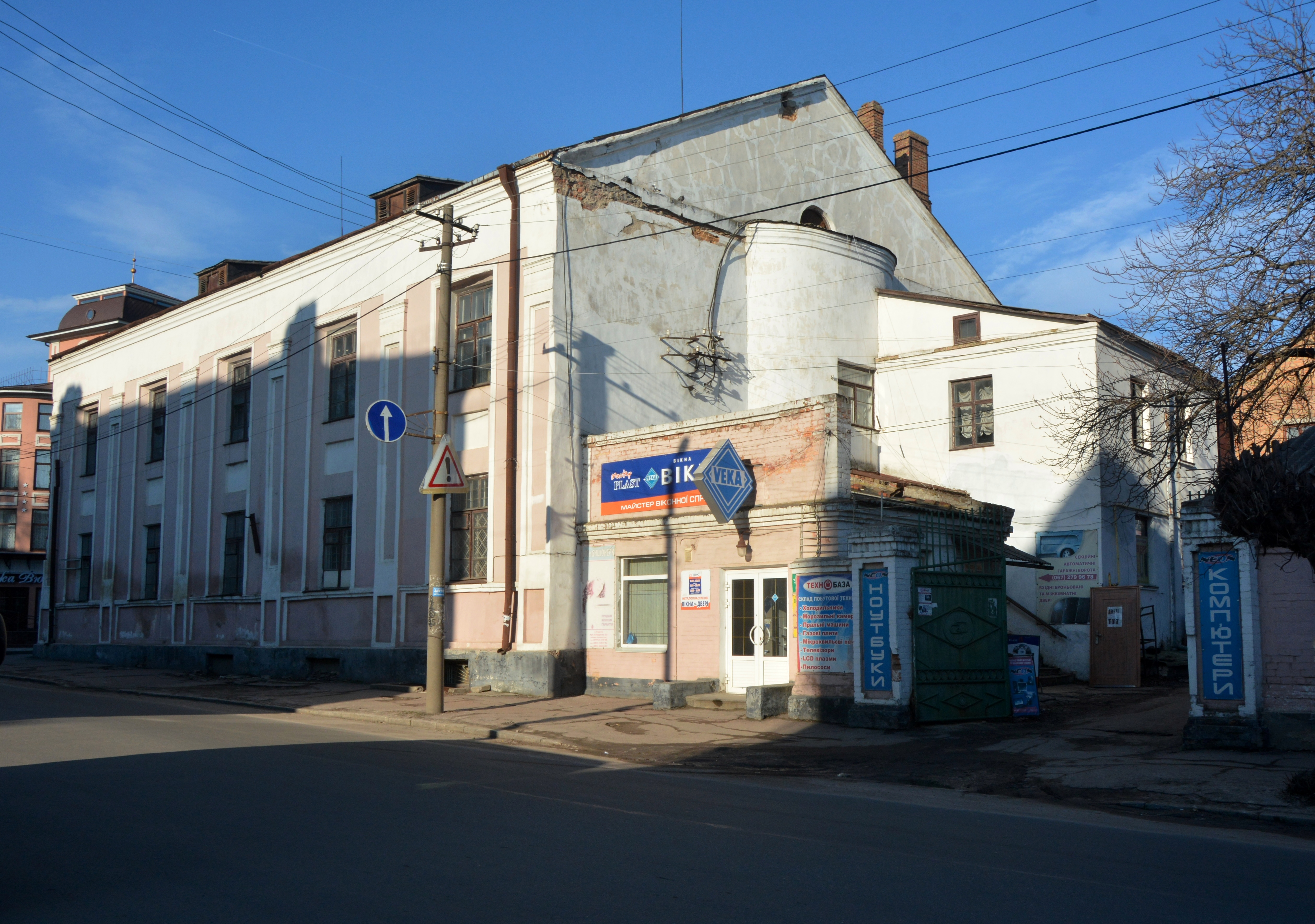
Widok z południa (2016)